# 贝瓦尔
贝瓦尔（Bewar），是印度北方邦Mainpuri县的一个城镇。总人口21058（2001年）。

## 人口
该地2001年总人口21058人，其中男性11111人，女性9947人；0—6岁人口3423人，其中男1800人，女1623人；识字率65.97%，其中男性为70.89%，女性为60.46%。